# Porpax jerdoniana
Porpax jerdoniana là một loài thực vật có hoa trong họ Lan. Loài này được (Wight) Rolfe miêu tả khoa học đầu tiên năm 1908.